# Jalen Reagor
(en) Statistiques sur pro-football-reference
Jalen Reagor, né le 2 janvier 1999 à Waxahachie au Texas, est un sportif professionnel américain de football américain jouant au poste de wide receiver dans la National Football League (NFL) depuis la saison 2020 et actuellement membre des Chargers de Los Angeles.
Sélectionné lors du premier tour de la draft 2020 par la franchise des Eagles de Philadelphie, il n'y reste que deux saisons avant de rejoindre les Vikings du Minnesota (2022), les Patriots de la Nouvelle-Angleterre (2023-2024 et les Chargers fin septembre 2024.
Auparavant, il a joué pendant trois saisons au niveau universitaire dans la NCAA Division I FBS pour les Horned Frogs de l'université Chrétienne du Texas (2017-2019).  
Il est le fils du defensive end Montae Reagor (en).

## Biographie
Reagor joue au football universitaire avec les Horned Frogs de TCU. Après trois saisons, il se déclare éligible pour le draft et est choisi au 21e choix global lors du premier tour de la draft 2020 par la franchise des Eagles de Philadelphie.
Cependant, sa carrière au sein de cette franchise s'avère difficile. Malgré des moments d'éclats, ses deux premières campagnes sont décrites comme particulièrement décevantes, particulièrement lorsqu'il est comparé à d'autres wide receivers choisis après lui. Ses performances, combinées aux déboires de son coéquipier JJ Arcega-Whiteside, font état de la possible acquisition d'un wide receiver lors de la draft 2022 pour remplacer Reagor.
Reagor est effectivement échangé aux Vikings du Minnesota contre un choix de septième tour et un choix conditionnel de quatrième tour. Il y rejoint Justin Jefferson, wide receiver vedette sélectionné à la draft 2020 un rang après Reagor. Les Vikings libèrent Ihmir Smith-Marsette (en) pour que Reagor puisse intégrer l'effectif principal. Il termine la saison 2022 avec un bilan de 8 réceptions pour un gain de 104 yards et 1 touchdown. Le 30 août 2023, Reagor est libéré par les Vikings.
Le 31 août 2023, les Patiots de la Nouvelle-Angleterre signent Reagor pour qu'il intègre leur équipe d'entraînement. Il rejoint l'effectif principal le 26 octobre. Lors du match contre les Bills en 17e semaine, il retourne en touchdown sur 98 yards, le coup d'envoi du match effectué par Tyler Bass. Le 13 mars 2024, il signe une prolongation de contrat avec les Patriots.
Après avoir été resigné par les Patriots le 13 mars 2024, libéré le 28 août et resigné pour l'équipe d'entraînement le lendemain, il devient finalement agent libre le 17 septembre 2024.
Le 24 septembre 2024, Reagor signe avec les Chargers de Los Angeles où il intègre leur équipe d'entraînement. Promu dans l'effectif principal pour la première fois le 21 octobre 2024 contre les Cardinals, il est victime d'un fumble causé par Starling Thomas V (en) que ce dernier transforme en touchdown permettant à Arizona de remporter le match par deux points,.

## Statistiques

### Universitaires
| Année       | Équipe              | Statut      | MJ |     | Passes réceptionnées | Passes réceptionnées | Passes réceptionnées | Passes réceptionnées |       | Courses | Courses | Courses | Courses |  | Fumbles | Fumbles |
| Année       | Équipe              | Statut      | MJ | Nb. | Yards                | Moy.                 | TD                   | Nb.                  | Yards | Moy.    | TD      | Nb.     | Perdus  |  |         |         |
| 2017        | Horned Frogs de TCU | Fr.         | 14 | 033 | 0 576                | 17,5                 | 08                   | 08                   | 065   | 08,1    | 0       | 0       | 0       |  |         |         |
| 2018        | Horned Frogs de TCU | So.         | 13 | 072 | 1 067                | 14,8                 | 09                   | 13                   | 170   | 13,1    | 0       | 0       | 0       |  |         |         |
| 2019        | Horned Frogs de TCU | Jr.         | 12 | 043 | 0 611                | 14,2                 | 05                   | 14                   | 089   | 06,4    | 0       | 1       | 1       |  |         |         |
| Totaux NCAA | Totaux NCAA         | Totaux NCAA | 39 | 148 | 2 248                | 15,2                 | 22                   | 35                   | 324   | 09,3    | 0       | 1       | 1       |  |         |         |

### Professionnelles
| Année      | Équipe                             | MJ |                | Passes réceptionnées | Passes réceptionnées | Passes réceptionnées | Passes réceptionnées |                | Courses        | Courses        | Courses | Courses |  | Fumbles | Fumbles |
| Année      | Équipe                             | MJ | Nb.            | Yards                | Moy.                 | TD                   | Nb.                  | Yards          | Moy.           | TD             | Nb.     | Perdus  |  |         |         |
| 2020       | Eagles de Philadelphie             | 11 | 31             | 396                  | 12,8                 | 1                    | 04                   | 26             | 7,3            | 0              | 2       | 1       |  |         |         |
| 2021       | Eagles de Philadelphie             | 17 | 33             | 299                  | 09,1                 | 2                    | 10                   | 32             | 5,2            | 0              | 2       | 1       |  |         |         |
| 2022       | Vikings du Minnesota               | 17 | 08             | 104                  | 13,0                 | 1                    | 04                   | 25             | 8,0            | 0              | 4       | 1       |  |         |         |
| 2023       | Patriots de la Nouvelle-Angleterre | 11 | 07             | 138                  | 19,7                 | 0                    | 01                   | 17             | 6,0            | 0              | 0       | 0       |  |         |         |
| 2024       | Chargers de Los Angeles            | ?  | Saison à venir | Saison à venir       | Saison à venir       | Saison à venir       | Saison à venir       | Saison à venir | Saison à venir | Saison à venir | ?       | ?       |  |         |         |
| Totaux NFL | Totaux NFL                         | 56 | 79             | 937                  | 11,9                 | 4                    | 19                   | 100            | 6,4            | 0              | 8       | 3       |  |         |         |

| Année      | Équipe                 | MJ |     | Passes réceptionnées | Passes réceptionnées | Passes réceptionnées | Passes réceptionnées |       | Courses | Courses | Courses | Courses |  | Fumbles | Fumbles |
| Année      | Équipe                 | MJ | Nb. | Yards                | Moy.                 | TD                   | Nb.                  | Yards | Moy.    | TD      | Nb.     | Perdus  |  |         |         |
| 2021       | Eagles de Philadelphie | 1  | 1   | 1                    | 2                    | 0                    | 0                    | 0     | 0       | 0       | 2       | 1       |  |         |         |
| 2022       | Vikings du Minnesota   | 1  | -   | -                    | -                    | -                    | 0                    | 0     | 0       | 0       | 1       | 1       |  |         |         |
| Totaux NFL | Totaux NFL             | 2  | 1   | 1                    | 2                    | 0                    | 0                    | 0     | 0       | 0       | 3       | 2       |  |         |         |